# Abludomelita festiva
Abludomelita festiva är en kräftdjursart. Abludomelita festiva ingår i släktet Abludomelita och familjen Melitidae. Inga underarter finns listade i Catalogue of Life.